# Sex Gang Children
 Sex Gang Children es una banda de post-punk y deathrock inglesa dentro de la corriente gótica, que se formaron a principios de 1982 en Brixton en Londres, Inglaterra. Aunque el grupo original solo lanzó un álbum de estudio oficial, sus singles y varias otras pistas se han empaquetado en numerosas colecciones, y siguen siendo una de las bandas más conocidas de la escena gótica temprana del club nocturno  The Batcave Club, y se han reformado para nuevos álbumes y giras en varias ocasiones desde principios de la década de 1990.

## Historia
La formación original estaba compuesta por Andi Sex Gang (voz, guitarra), Dave Roberts (bajo), Terry McLeay (guitarra) y Rob Stroud (batería). Eran una banda dramática, que se basaba en bajos pesados, tambores tribales, cambios repentinos de humor, voces dramáticas y un sonido de cabaret (que influyó posteriormente en el surgimiento de la escena del cabaret oscuro). El primer lanzamiento de la banda fue un álbum en vivo solo en casete, "Naked", en 1982. "The Beasts EP", su primer lanzamiento en vinilo, siguió el mismo año después de que firmaron con el sello "Illuminated" . El único álbum de estudio de la banda de su período original juntos, "Song and Legend" , fue lanzado en 1983, alcanzando la cima de la lista del rock independiente del Reino Unido y generando el sencillo "Sebastiane". Stroud partió para formar "Aemoti Crii", para ser reemplazado por el ex baterista de Theatre of Hate Nigel Preston, quien tocó en el siguiente single de la banda, "Mauritia Mayer", antes de ser reemplazado por el ex baterista de Death Cult, Ray Mondo. Roberts se fue a finales de 1983 para formar "Carcrash International", y la formación se conformó con Andi, McLeay, Cam Campbell (bajo) y Kevin Matthews (batería), un cambio forzado por la deportación de Ray Mondo a su Sierra Leona natal. Tras la salida de McLeay en 1984, la banda pasó a llamarse "Andi Sex Gang & the Quick Gas Gang" para el álbum de 1985 "Blind!"  y una gira (McLeay no se fue hasta después de la grabación de ese álbum, sin embargo, el guitarrista Lester Jones de Crisis realizó los shows en vivo), la banda se separó después. El interés renovado en la banda en los Estados Unidos llevó a una reforma en 1991, incluyendo a Roberts, y un nuevo álbum, "Medea", en 1993. Como solista, Andi pasó a hacer varios álbumes bien recibidos para varios sellos.

## Nombre de la banda
Sex Gang Children originalmente se llamaban The Panic Buttons. El nombre "Sex Gang Children" fue tomado por Malcolm McLaren de una novela de William Burroughs como un posible nombre para una banda que él estaba creando, y que al final decidieron no ponerle ese nombre y le pusieron Bow Wow Wow (de hecho se menciona la palabra "Sex Gang Children" en su canción "Mile High Club") y fue curiosamente uno de los nombres que Boy George pensó antes de elegir Culture Club . El vocalista de Sex Gang Children, Andi, trató de persuadir a George para que usara el nombre, pero cuando el baterista de Culture Club, Jon Moss, no le convenció la idea, Andi decidió que el nombre no debería desperdiciarse.

## Álbumes de estudio
- Song and Legend (1983, Illuminated Records) No. 1

- Blind (1992 reissue, Cleopatra Records)

- Medea (1993, Cleopatra Records)

- The Wrath of God (2000, Dressed to Kill)

- Bastard Art (2002, Burning Airlines)

- Viva Vigilante! (2013, Pale Music)

## Sencillos y EPs
- Beasts (1982, Illuminated Records) No. 8

- "Into the Abyss" (1982, Illuminated Records) No. 7

- "Sebastiane" (1983, Illuminated Records) No. 19

- "Mauritia Mayer" (1983, Clay Records) No. 7

- "Dieche" (1984, Illuminated Records) (No. 15)

- "The Quick Gas Gang" split with Christian Death (1992, Cleopatra Records)

- "Salamun Child" (2009, Song & Legend)

- "Hollywood Slim M G T Remix" (2014, self-released)

- "Sebastiane" (2014, Song & Legend)

## Álbumes en vivo
- Naked (1982, self-released) No. 15

- Sex Gang Children (1984, self-released)

- Ecstasy and Vendetta Over New York (1984, ROIR) No. 20

- Nightland (Performance USA 83) (1986, Arkham)

- Play with Children (1992, Cleopatra Records)

- Live in Paris '84 (1996, Nigma Records)

- Live in Vienna (2011, Pink Noise)

- Live at the Batcave (2014, Liberation London)

## Álbumes compilatorios
- Beasts (1983, Illuminated Records)

- Re-enter the Abyss (The 1985 Remixes) (1985, Dojo Records) No. 22

- The Hungry Years - The Best of Sex Gang Children (1991, Receiver Records)

- Dieche (1993, Cleopatra Records)

- Welcome to My World (1998, Receiver Records)

- Pop Up - The Rare and Unreleased World of Sex Gang (1999, Dressed to Kill)

- Shout & Scream: The Definitive Sex Gang Children (1997, Age of Panik)

- The Legends Collection: The Sex Gang Children Collection (2000, Dressed to Kill)

- The Dark Archives - Volume One (2000, Hollow Hills)

- Empyre and Fall (2000, Hollow Hills)

- Demonstration! (2000, Magicavern)

- Fall: The Complete Singles 1982-1992 (2001, Burning Airlines)

- Execution & Elegance: The Anthology 1982-2002 (2004, Castle Music)

- Demonstration - Expanded Deluxe Edition (2008, Song & Legend)

- Electric Jezebel - Singles Collection A & B Sides 1982-83 (2016, Liberation London)

- Fear, Silk, and Sex 1981 - 2013 (2019, Cleopatra Records)

## Home videos
- Live at Ocean (2002, MVD Visual)